# 太湖片

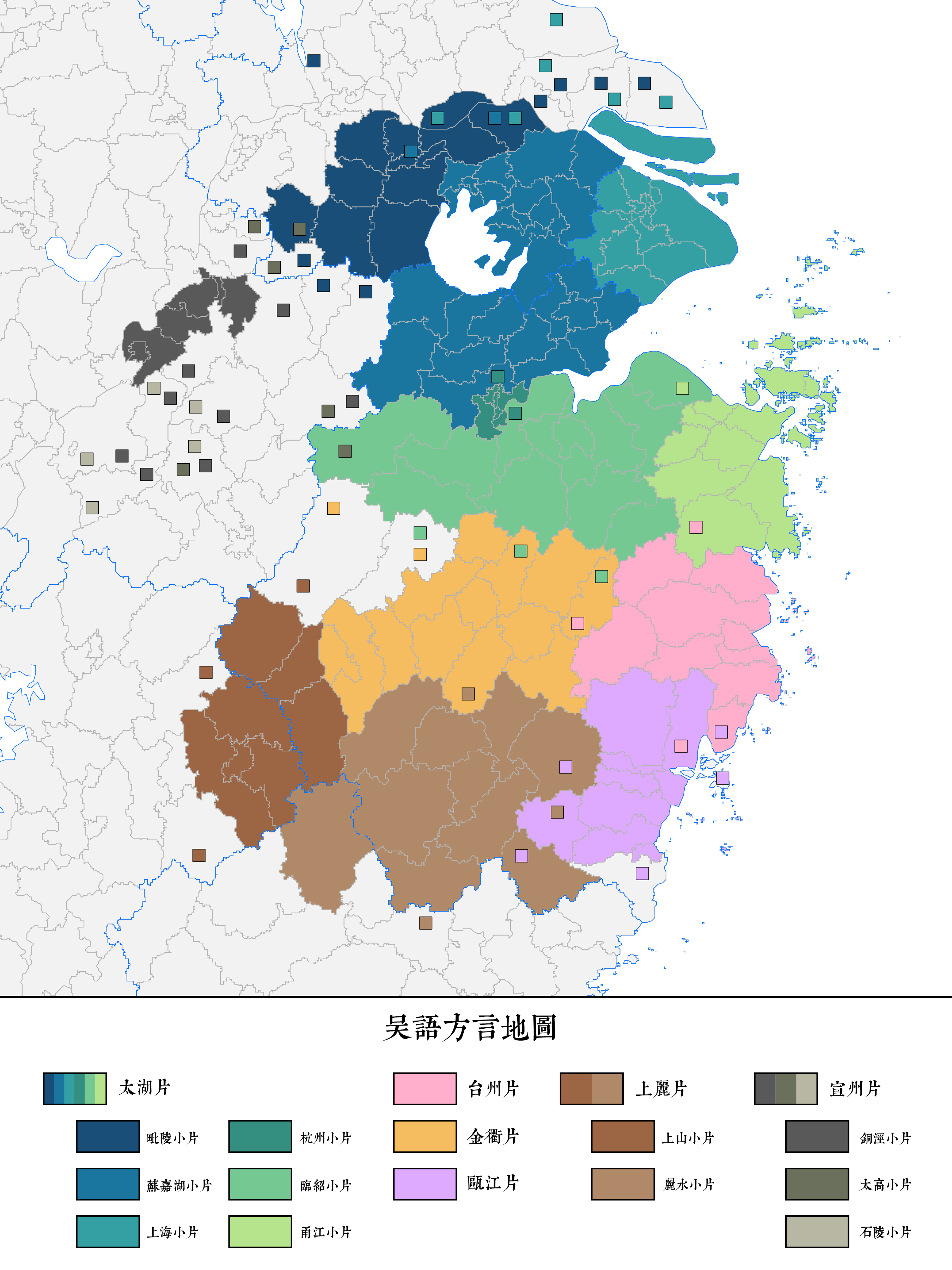
吳語分區圖

太湖片，即北部吴语或吴语北片，亦有人习惯称之为，是吴语中面积最大、使用人口最多的方言片，因区域内有太湖而得名。具体范围大致包括江苏南部、浙江北部、上海以及皖南广德市、郎溪县，使用人口约4700多万，约占吴语使用总人口的65%左右:4，為影響力最強的一支吳語。
太湖片内部在吳語當中較為一致，大体可以相互交流。内部細分为毗陵、蘇滬嘉、苕溪、杭州、臨紹、甬江6个小片。亦有专家对其中苏沪嘉、苕溪两个小片的划分提出质疑，认为根据其方言发音的相似性与差异性，应重新划分为苏嘉湖小片、上海小片，《辞海》、《中国大百科全书》等均采用了这种划分。历史上，太湖片的权威方言（lingua franca）长期以来为苏州话，但19世纪上海开埠之后逐渐为上海话所取代:5。

## 具体分布
具体分布如下：

### 毗陵小片
毗陵小片（或称常州小片）15县市，人口800万。
- 江苏： 常州市、武进（除沿江的圩塘、魏村、孝都、小河等乡）、丹阳、金坛（金城镇以西大部分为苏北话移民区，城区为双方言区）、溧阳、宜兴、江阴(除西北角石庄乡及利港乡一部)、张家港（除中心河以东，沙槽河以北）、靖江(除西南角新桥、东兴等乡)、*南通市通州区(金沙镇及周围乡村)、海门(北部包场等12乡)、启东(北部吕四等7乡)、高淳(东部顾陇、永宁等7乡)。
- 安徽： 郎溪(北部定埠、梅渚等乡，西北部建平、东夏、幸福等乡)、广德(北部下寺乡的庙西)。

### 苏沪嘉小片
苏沪嘉小片30县市，人口3100万。
- 江苏： 南通市（东南部通州区9个乡及东北部三余区7个乡）、如东（东南角）、张家港（中心河以东、沙槽河以北）、*启东（除北部吕四、三甲等7个乡）、*海门（南部）、常熟、无锡市区、苏州市。
- 上海：上海市区、闵行区、嘉定区、宝山区、川沙、南汇、奉贤区、松江区、金山区、青浦区、崇明区（1185万人）。
- 浙江：嘉兴市区、嘉善县、桐乡市、平湖市、海盐县、*海宁市

（*：有疑意，与周边较为不同，与常州发音几乎一致)

### 苕溪小片
苕溪小片（或称湖州小片）7县市，人口300万。
- 浙江： 湖州市区、长兴县、安吉县(以上两县西部边境官话移民区除外)、德清县，杭州市余杭区、临平区（塘栖镇）。
- 安徽： 广德县（南部芦村乡的甘溪沟及东亭乡部分村庄）

### 杭州小片
杭州小片一市，人口120万。
- 浙江： 杭州市西湖区、上城区、拱墅区、临平区（不含塘栖镇）及钱塘区（下沙）

### 临绍小片
临绍小片十二县市，人口780万。
- 浙江： 杭州市临安区(旧昌化县昌北区及旧於潜县北部边境除外)、富阳区、萧山区、滨江区、钱塘区（大江东）、桐庐县、建德市(下包、乾潭以东)、绍兴市区（柯桥区、越城区、上虞区）、诸暨市、嵊州市(旧嵊县)、新昌县、余姚市（不含东部河姆渡等镇）、慈溪市（不含东部观海卫等镇）。

### 甬江小片
甬江小片（或称明州小片）13县市，人口500万。
- 浙江： 宁波市区（江北区、江东区、海曙区、鄞州区、奉化区、鎮海区、北仑区）、宁海县（岔路及其以北）、余姚市（陆埠以东）、慈溪市（观海卫及其以东）、象山县（自北向南由甬江小片向台州片过渡，北部丹城一带可认为属甬江小片），舟山市区（定海区、普陀区）、岱山县、嵊泗县。

### 其它
江北吴语方面，在毗陵小片中的分布在江北的金沙话，通东话，老岸话被认为是不同时期的江南移民带去的吴语，虽与江南有地理位置的隔閡，但这三种吴语能与具有代表性的江南吴语交流，此三种吴语，明显的带有“南中有北”的特点，例如吴语特有的否定词“勿”或“弗”，在这三种方言中，全部官化为“不”，具有浓重吴语特色的词汇“面孔”和“汏”，则官化为“脸”和“洗”。而由清末不断涌入的江南移民带入的海启话，仍能与江南吴语交流，两者基本一致。

## 人口
母語為北部吳語的人口約有五千萬。114名清代狀元中至少60名來自吳語太湖片地區，超過一半。中国两院院士有超过1/3的来自吴语太湖片，超过9名華人諾貝爾科學獎得主中5名祖籍是吳語太湖片地區，也超過一半。